# Cầu Mehmed Paša Sokolović
Cầu Mehmed Paša Sokolović (Bosnia và Serbia: Most Mehmed-paše Sokolovića/Мост Мехмед-паше Соколовића; tiếng Thổ Nhĩ Kỳ: Sokollu Mehmet Paşa Köprüsü) là một cây cầu lịch sử ở Višegrad, bắc qua sông Drina ở miền đông Bosnia và Herzegovina. Nó được xây dựng và hoàn thành năm 1577 bởi kiến trúc sư triều đình Ottoman Mimar Sinan theo lệnh của đại Vizia Mehmed Paša Sokolović. Cây cầu đã được UNESCO công nhận là Di sản thế giới từ năm 2007.

## Đặc điểm
Công trình này được coi là đỉnh cao về kiến trúc và kỹ thuật dân dụng của người Thổ Nhĩ Kỳ. Nó có tổng cộng 11 vòm xây bằng vữa, mỗi vòm có chiều dài từ 11 tới 15 mét, và một đường dốc dẫn lên vuông góc với cầu với 4 vòm ở phía tả ngạn con sông.
Cây cầu có chiều dài tổng cộng 179,5 mét-long (589 ft) được coi là kiệt tác của kiến trúc sư Mimar Sinan, một trong những kiến trúc sư và kỹ sư vĩ đại nhất của Đế quốc Ottoman cổ điển, cùng thời với kiến trúc Phục Hưng của Ý. Công trình xây dựng này của Sinan có thể sánh ngang các công trình xây dựng kiểu Phục Hưng. Về tổng thể, nét cân xứng và thanh nhã của cầu này là bằng chứng về sự tuyệt vời của phong cách kiến trúc này.

## Lịch sử
Cầu Višegrad được ủy quyền bởi đại Vizie Mehmed Paša Sokolović, người thực thi quyền lực trong một thời gian dài dưới triều đại của ba vị sultan như một sự tôn vinh cho vùng bản địa đồng thời là biểu tượng của thương mại và sự thịnh vượng. Việc xây dựng cây cầu diễn ra trong khoảng thời gian từ 1571 đến 1577. Cây cầu đã trải qua nhiều lần cải tạo lớn vào các năm 1664, 1875, 1911, 1940 và 1950. Ba trong số 11 vòm của nó đã bị phá hủy trong Chiến tranh thế giới lần thứ nhất và 5 trong số đó đã bị hư hại trong Chiến tranh thế giới lần thứ hai nhưng sau đó đã được tái khôi phục.
Trong cuộc Chiến tranh Bosnia cầu này là nơi diễn ra cuộc tàn sát thô bạo dân chúng ở Višegrad năm 1992. Năm 2007, cây cầu đã được UNESCO công nhận là Di sản thế giới.
Cầu Mehmed Paša Sokolović được biết đến rộng rãi nhờ cuốn sách Cầu trên sông Drina (The Bridge on the Drina) viết năm 1945 bởi nhà văn Nam Tư Ivo Andrić, người đoạt Giải Nobel Văn học năm 1961.